# Fancies Versus Fads
Fancies Versus Fads («Fantasías versus modas») es un libro de 1923 de G. K. Chesterton. Publicado por Dodd, Mead & Co., es una colección de 30 ensayos de Chesterton del New Witness, el London Mercury y The Illustrated London News. Los ensayos tratan sobre diversos temas, descritos por el autor como «que van desde mujeres abogadas hasta hombres de las cavernas, y desde el psicoanálisis hasta el verso libre».

## Resumen
Fancies Versus Fads es una colección de 30 ensayos que se publicaron en New Witness, London Mercury y The Illustrated London News, escritos por G. K. Chesterton. Descritos en palabras del autor como «bocetos», «notas», «visiones», «anotaciones periodísticas ociosas» o «ensayos frívolos», cada capítulo trata de una moda diferente. Publicado por Dodd, Mead & Co., se considera un ejemplo típico de la crítica de Chesterton a la modernidad y The Nation lo describió como «una colección casi completa de [sus] antipatías». Los ensayos «se refieren a todo tipo de cosas, desde abogadas hasta hombres de las cavernas, y desde el psicoanálisis hasta el verso libre», pero se describió que tenían «tal cantidad de unidad en su deambular, que todos implican que sólo un espíritu más tradicional es realmente capaz de vagar».

## Recepción
Según Dale Ahlquist, Fancies Versus Fads es una de las mejores colecciones de ensayos de Chesterton. Una reseña de escritores del Hartford Courant decía que «es difícil cerrar este libro sabio, ingenioso y claro» y que es «compacto de deleite; puede que no sea el Sr. Chesterton en su mejor momento en todo momento, pero hay fragmentos que son tan preciosos que sólo una y otra vez este escritor brillante, cuerdo y totalmente encantador los ha superado». Una reseña del Oakland Tribune describió Fancies Versus Fads como Chesterton en su mejor momento, y dijo que pocos ensayos modernos eran tan buenos como los del libro.
El St. Louis Globe-Democrat describió Fancies Versus Fads de la siguiente manera: «En [él] el Sr. Chesterton tira todas nuestras nociones preconcebidas al montón de chatarra y luego nos dice que no hay ningún montón de chatarra. Habla con su habitual humor brillante. y lucidez de estilo... Vacila de lo serio a lo humorístico o, para usar a nuestro viejo amigo trillado, de lo sublime a lo ridículo... El libro está coloreado por las opiniones políticas y religiosas del autor, pero son interesantes». Aquellos del periódico Catholic World lo consideraron no del todo tan bueno como algunos de sus libros anteriores, aunque «como todos sus libros, casi cada párrafo tiene algo brillante y profundo», pero dijeron que el capítulo final, «Milton and Merry England», fue quizás la mejor obra de ese tipo jamás escrita por Chesterton.
Varios tuvieron críticas menos positivas de Fancies Versus Fads. J. B. Priestley, escribiendo en The Spectator, señaló que creía que el libro era el mismo que las colecciones anteriores de ensayos de Chesterton, excepto que trata temas controvertidos y que «el estilo... no es tan bueno como solía ser; es más fijo y más prolijo». Una reseña de The Times decía: «Estos artículos tienen temas variados. Pero están mezclados en un sentido más mortífero, mezclados en propósitos y argumentos; y eso parece triste en un libro del Sr. Chesterton».